# Stephen Williams (giocatore di football americano)
Stephen Jacob Williams (Houston, 29 giugno 1986) è un giocatore di football americano statunitense che gioca nel ruolo di wide receiver per i Jacksonville Jaguars della National Football League (NFL). Al college ha giocato a football alla University of Toledo.

## Carriera professionistica

### Arizona Cardinals
Dopo non essere stato scelto nel Draft NFL 2010, Williams firmò con gli Arizona Cardinals. In due stagioni passate con la squadra disputò tredici partite, tre delle quali come titolare, ricevendo 9 passaggi per 101 yard.

### Seattle Seahawks
Dopo un anno di inattività, il 25 gennaio 2013 Williams firmò coi Seattle Seahawks. Il 5 ottobre 2013 fu svincolato.

### Jacksonville Jaguars
Il 7 ottobre 2013, Williams firmò coi Jacksonville Jaguars.

## Vittorie e premi
Nessuno

## Statistiche
| Partite totali         | 13  |
| Partite da titolare    | 3   |
| Yard su ricezione      | 101 |
| Touchdown su ricezione | 0   |

Statistiche aggiornate alla stagione 2012